# Provinz Luanda
Luanda ist eine Provinz in Angola, die bis 2024 eine Fläche von 2.417,78 km² und einer Bevölkerung von 8.247.688 Einwohnern (Schätzung 2019) hatte. Die Volkszählung 2014 ergab 6.945.386 Einwohner.
Die Provinz umfasst das Gebiet von Luanda, der Hauptstadt des Landes Angola.

## Neugliederungen
Im Jahr 2024 wurden von der Provinz Luanda große Teile abgetrennt. Die neugeschaffene Provinz Icolo e Bengo umfasst die östlichen und südlichen Teile der ehemaligen Provinz Luanda, die außerhalb des Ballungsraumes der Hauptstadt Luanda liegen. Die Daten der Schätzungen von 2019 gelten also nicht für die Provinz in den Grenzen von 2024.
Bis zur administrativen Neuordnung 2011 gehörten auch die Kreise Ingombota, Maianga, Rangel, Samba und Sambizanga zur Provinz. Die Kreise wurden danach aufgelöst und als Gemeinden (Comunas) dem neugeschaffenen Kreis Luanda angegliedert. Die beiden Kreise Ícolo e Bengo und Quiçama gehörten dagegen bis 2011 zur Provinz Bengo.

## Verwaltung
Die Provinz setzt sich aus 16 Kreisen (Municípios) zusammen:
- Ingombota
- Cacuaco
- Cazenga
- Viana
- Belas
- Kilamba Kiaxi
- Talatona
- Massulo
- Sambizanga
- Rangel
- Maianga
- Samba
- Camama
- Mulenvos
- Kilamba
- Hoji ya Henda